# Peggy Moran
Marie Jeanette Moran (Clinton, 3 de outubro de 1918 — Camarillo, 24 de outubro de 2002) foi uma atriz estadunidense. Ela era mais conhecida por seus papeis nos filmes A Mão da Múmia (1940), Ilha dos Horrores (1941) e A Tumba da Múmia (1942). Sua carreira terminou abruptamente com seu casamento em 1942.
Seus outros créditos no cinema são: Ninotchka, de Ernst Lubitsch, em 1939, estrelando por Greta Garbo, Drums of the Congo (1942) e os westerns Rhythm of the Saddle (1938), ao lado de Gene Autry, e King of the Cowboys (1943), ao lado de Roy Rogers.